# Cultura de Rössen
Rössen fue una cultura centroueropea de mediados del Neolítico (4600 - 4300 a. C.). Toma su nombre de la necrópolis homónima, situada en Leuna, Alemania. Los rasgos culturales de Rössen se han identificado en 11 de los 16 estados federados alemanes, el sureste de Países Bajos, el noreste de Francia, el norte de Suiza y pequeños puntos de Austria. Rössen es una cultura de transición entre la cultura de la cerámica de bandas, más extendida geográficamente, y culturas más localizadas como la de Michelsberg y la de los vasos de embudo.

### General
- J. P. Mallory, "Rössen Culture", Encyclopedia of Indo-European Culture, Fitzroy Dearborn, 1997.
- Joachim Preuß: Das Neolithikum in Mitteleuropa. Kulturen-Wirtschaft-Umwelt vom 6. bis 3. Jahrtausend v.u.Z., Übersichten zum Stand der Forschung. 3 Bde. Beier und Beran,  Wilkau-Haßlau, Weißbach 1996, 1998, 1999.   ISBN 3-930036-10-X

### Origen y desarrollo
- W. Meier-Arendt: Zur Frage der Genese der Rössener Kultur. In: Germania. 52/1, 1974,  1-15. ISSN 0016-8874
- H.-J. Beier (Hrsg.): Der Rössener Horizont in Mitteleuropa. Wilkau-Haßlau 1994.
- J. Erhardt: Rössener Kultur. In: H.-J. Beier, R. Einicke (Hrsg.): Das Neolithikum im Mittelelbe-Saale-Gebiet. Wilkau-Haßlau 1996, 76-77.

### Cerámica y cronología
- H. Behrens: Die Rössener, Gaterslebener und Jordansmühler Gruppe im Mitteldeutschen Raum. Fundamenta A 3, Teil Va (Köln 1972.), 270 ff.
- J. Lichardus: Rössen – Gatersleben – Baalberge. Ein Beitrag zur Chronologie des mitteldeutschen Neolithikums und zur Entstehung der Trichterbecherkulturen. Saarbrücker Beitr. Altkde. 17 (Bonn 1976).
- K. Mauser-Goller: Die Rössener Kultur in ihrem südwestlichen Verbreitungsgebiet. Fundamenta A 3, Teil Va (Köln 1972), 231-268.
- F. Niquet: Die Rössener Kultur in Mitteldeutschland. Jahresschr. Mitteldt. Vorgesch. 26, 1937.
- H. Spatz/S. Alföldy-Thomas: Die „Große Grube“ der Rössener Kultur in Heidelberg-Neuenheim. Materialhefte Vor- und Frühgesch. Baden-Württemberg 11 (Stuttgart 1988).
- Otto Thielemann: "Eine Rössener Prachtvase von Burgdorf, Kreis Goslar", Die Kunde, Jg.9,10/1941

### Subsistencia
- J. Lüning: Steinzeitliche Bauern in Deutschland - die Landwirtschaft im Neolithikum. Universitätsforschungen zur prähistorischen Archäologie 58 (Bonn 2000).
- U. Piening: Pflanzenreste Die Pflanzenreste aus Gruben der Linearbandkeramik und der Rössener Kultur von Ditzingen, Kr. Ludwigsburg. In: Fundber. Baden-Württemberg 22/1, 1998, 125-160.

### Arquitectura
- M. Dohrn: Neolithische Siedlungen der Rössener Kultur in der Niederrheinischen Bucht. München 1983.
- A. Jürgens: Die Rössener Siedlung von Aldenhoven, Kr. Düren. In: Rhein. Ausgrab. 19, 1979, 385-505.
- R. Kuper: Der Rössener Siedlungsplatz Inden I. Dissertations-Druck, Köln 1979.
- J. Lüning: Siedlung und Siedlungslandschaft in bandkeramischer und Rössener Zeit. In: Offa. 39, 1982, 9-33.
- H. Luley: Die Rekonstruktion eines Hauses der Rössener Kultur im archäologischen Freilichtmuseum Oerlinghausen. In: Arch. Mitt. Nordwestdeutschl. Beiheft 4. Oldenburg 1990, 31-44.
- H. Luley: Urgeschichtlicher Hausbau in Mitteleuropa. Grundlagenforschung, Umweltbedingungen und bautechnische Rekonstruktion. Universitätsforsch. prähist. Arch. 7. Bonn 1992.
- K. Günther: Die jungsteinzeitliche Siedlung Deiringsen/Ruploh in der Soester Börde. Münster 1976.

### Ritos funerarios
- R. Dehn: Ein Gräberfeld der Rössener Kultur von Jechtingen, Gde. Sasbach, Kr. Emmendingen. in: Archäologische Nachr. Baden 34, 1985, 3-6.
- J. Lichardus: Rössen-Gatersleben-Baalberge. Saarbrücker Beitr. Altkde 17. Bonn 1976.
- F. Niquet: Das Gräberfeld von Rössen, Kreis Merseburg. Veröff. Landesanstalt Volkheitskde. 9. Halle/S. 1938.

### Grupos culturales herederos
- Die Kugelbechergruppen in der südlichen Oberrheinebene. Sonderheft. Cahiers Assoc. Promotion Rech. Arch. Alsace 6, 1990.
- Jens Lüning: Die Entwicklung der Keramik beim Übergang vom Mittel- zum Jungneolithikum im Süddeutschen Raum.  Bericht der RGK 50.1969, 3-95.
- M. Zápotocká, Zum Stand der Forschung über die relative Chronologie des frühen Äneolithikums in Böhmen. In: J. Biel/H. Schlichtherle/M. Strobel/A. Zeeb (Hrsg.), Die Michelsberger Kultur und ihre Randgebiete - Probleme der Entstehung, Chronologie und des Siedlungswesens. Kolloquium Hemmenhofen, 21–23 February 1997. Materialh. Ur- u. Frühgesch. Baden-Württemberg 43. Stuttgart 1998, 291-302.
- A. Zeeb: Poströssen – Epirössen – Kugelbechergruppen. Zur Begriffsverwirrung im frühen Jungneolithikum (Die Schulterbandgruppen – Versuch einer Neubenennung). In: H.-J. Beier (Hrsg.), Der Rössener Horizont in Mitteleuropa. Wilkau-Haßlau 1994, 7-10.

- Datos: Q1886212
- Multimedia: Rössen culture / Q1886212